# Кольбейнсей
Ко́льбейнсей (иногда Колбинси, Колбейнси; исл. Kolbeinsey, исландское произношение: [ˈkʰɔlˌb̥ɛinsˌɛiː] (слушать)о файле; дословно — «остров Кольбейдна») — необитаемая морская скала вулканического происхождения, находящаяся в Гренландском море и принадлежащая Исландии. Расположена за северным полярным кругом, на расстоянии 74 км к северу от острова Гримсей и 105 км к северу от Исландии, является её крайней северной точкой. Ранее была островом, но под действием выветривания и эрозии постепенно разрушается и уменьшается в размерах. Во второй половине XX века остров играл серьёзную роль при определении исключительной экономической зоны Исландии.

## Название
Согласно «книге о заселении Исландии», а также написанной в XIV веке «Саге о людях из Сварвадардалюра» (одной из «саг об исландцах»), Кольбейнсей был назван по имени некоего Кольбейдна Сигмюндарсона, сына норвежца Сигмюндюра из Вестфолла. Кольбейдн прибыл в Исландию в период «взятия земли» и поселился в Кольбейнсдалюре, неподалёку от Скага-фьорда. Впоследствии Кольбейдн «был настолько разгневан» из-за происходивших тогда в Исландии междоусобиц, что «запрыгнул на корабль и уплыл в море. Корабль разбился о скалу, находящуюся к северу от Гримсея. Кольбейдн погиб там и остров был назван в его честь Кольбейнсеем».
На старых картах Кольбейнсей обозначался на разных языках как «Скала чаек» (например, англ. Seagull Rock, фр. Rocher des Mouettes, нидерл. Mevenklint, Mevenklip, Meeuw Steen).

Изображения Кольбейнсея на старых картах
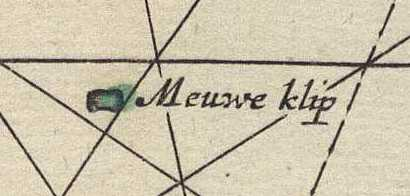
Около 1650 года
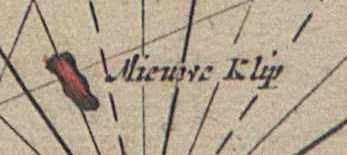
1663 год
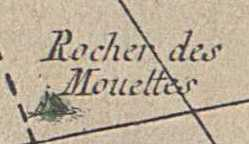
1767 год

## Геология
Кольбейнсей расположен в вулканически активной зоне в южной части одноимённого океанического хребта, являющегося частью Срединно-Атлантического хребта. Остров возник в эпоху раннего голоцена, не более 7000 лет назад и является примером туйи — горы с относительно плоской вершиной, образовавшейся в результате извержения подводного или подледникового вулкана. Похожие гиалокластитовые горы также распространены в других вулканических областях Исландии. Кольбейнсей состоит из базальтовой лавы, имеющей большое количество трещин и полостей, которые постепенно расширяются под действием прибоя и морского льда, в результате чего от острова отламываются слои породы, что приводит к его постепенному разрушению. Зона эрозии острова заканчивается на глубине примерно 40 м.

## История
Первое упоминание Кольбейнсея встречается в «книге о заселении Исландии», где сообщается, что «от острова Кольбейдна на севере сутки плавания до гренландских пустошей».
В 1606 году Кольбейнсей был впервые отмечен на карте, которая была изготовлена исландским географом Гюдбрандюром Тодлаукссоном. Согласно написанной в 1665 году документальной поэме «Стихи о Кольбейнсее» (исл. Kolbeinseyjarvísur), в 1616 году Г. Тодлаукссон также организовал экспедицию к острову команды из трёх братьев из Хванндалира, в результате которой Кольбейнсей был впервые измерен. Длина острова составила 690 м, ширина — 100 м, высота — 100 м (вероятно, измерена неверно). Экспедиция братьев из Хванндалира стала легендарным событием, проникла в фольклор и обросла множеством слухов, например, о том, что братья погибли на Кольбейнсее. Сам остров из-за отдалённости и отсутствия сведений представлялся в народном творчестве как место, где происходили различные загадочные и жуткие события, в частности, ходили слухи, что на Кольбейнсее были найдены человеческие останки и следы пребывания людей.
Исландский учёный Арнгримюр Йоунссон в своей книге «Specimen Islandiæ historicum», вышедшей в 1643 году, описывал Кольбейнсей как скалу, лишённую растительности. В XVIII веке путешественники Эггерт Оулафссон и Оулавюр Олавиус сообщали, что в прежние времена местные жители иногда совершали вылазки на остров для охоты на многочисленных морских птиц и тюленей, «настолько ручных, что их можно было ловить собственными руками». Первое известное изображение Кольбейнсея содержится в книге датского картографа Поула де Лёвенёрна, вышедшей в 1821 году, однако его источник неизвестен, так как сам Лёвенёрн не посещал остров. В начале XX века сислюмадюр Гримсея Фриманн Бенедиктссон, родившийся около 1860 года, рассказывал, что в юности участвовал в плаваниях к Кольбейнсею для охоты за птицами, их яйцами и акулами и что из года в год остров заметно разрушался и уменьшался в размерах.
С 1896 года в Европе начали издаваться морские путеводители, содержавшие рисунки Кольбейнсея и информацию о его размерах. Самое раннее из этих измерений относится к 1860 году и приписывается французским морякам. С этого времени начинаются периодические измерения размеров Кольбейнсея, которые показывали, что остров постепенно уменьшается. В 1962 году на острове были собраны образцы породы, в 1990 году была обследована подводная часть острова и составлены батиметрические карты. В конце XX века исландские геологи на основе динамики измерений Кольбейнсея предсказывали, что остров полностью исчезнет примерно в 2020 году.
| Год       | 1616 | 1860    | 1903  | 1932 | 1933  | 1958  | 1962 | 1971 | 1978 | 1985 | 1986 | 1996 | 2021 |
| --------- | ---- | ------- | ----- | ---- | ----- | ----- | ---- | ---- | ---- | ---- | ---- | ---- | ---- |
| Длина, м  | 700  | 500—600 | 300   | 52,5 | 70    | 50—60 | 52   | 41   | 43   | 39   | 42   | 36   | 20   |
| Ширина, м | 100  |         | 30—60 | 46   | 30—60 | 46    | 36   | 39   | 38   | 39   | 32   | 36   | 14,5 |
| Высота, м | 100  | 10      | 10—11 | 8,5  | 8     | 7     | 7,5  | 6—8  | 5,4  | 5    |      |      |      |

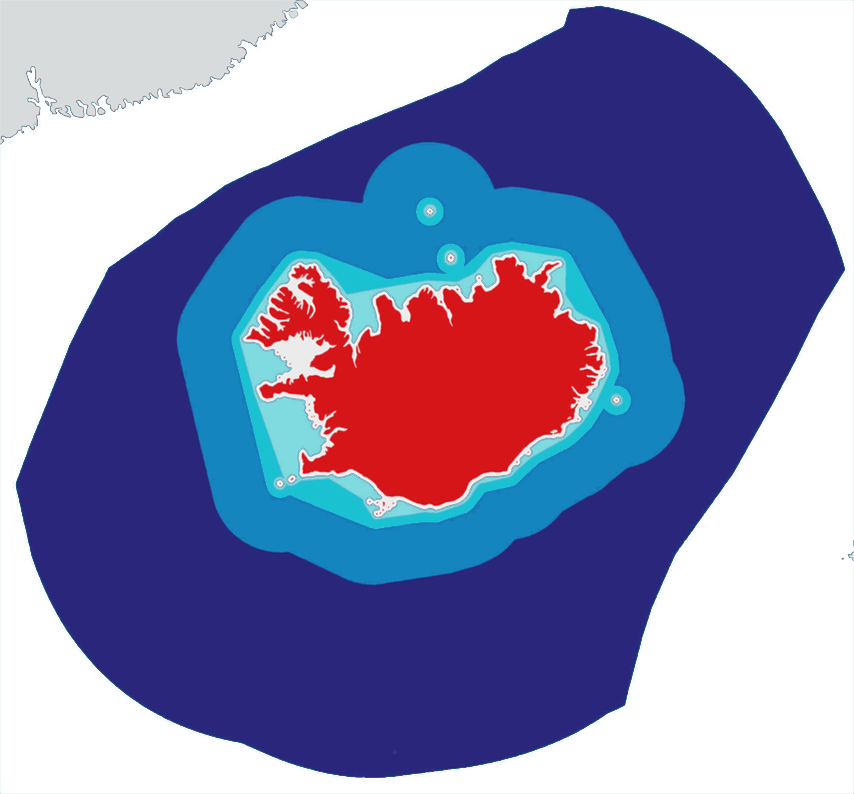
Постепенное расширение исключительной экономической зоны Исландии

С 1952 года Кольбейнсей стал использоваться Исландией для определения границ её исключительной экономической зоны при спорах о правах на ловлю рыбы с Великобританией (в частности, во время «тресковых войн»), Данией (из-за близости к Гренландии) и Норвегией (из-за близости к Ян-Майену). Изначально граница проходила в четырёх морских милях от побережья Исландии, впоследствии (в 1975 году) это расстояние было увеличено до 200 морских миль. При этом за счёт Кольбейнсея исключительная экономическая зона Исландии была значительно расширена на север и перекрыла часть экономической зоны Гренландии, в результате чего образовалась спорная область площадью 9400 км². С целью защиты острова как экономически важного географического объекта от разрушения, правительство Исландии рассматривало возможность укрепления Кольбейнсея посредством цементирования. В 1989 году на острове была построена вертолётная площадка. Однако в 1997 году между Исландией, Норвегией и Гренландией было заключено соглашение, по которому к Исландии отошло 30 % спорной зоны, вследствие чего значение Кольбейнсея как точки, определяющей границы экономической зоны Исландии, серьёзно уменьшилось. В 2006 году береговая охрана Исландии сообщила, что от острова откололся большой кусок породы, в результате чего вертолётная площадка была наполовину разрушена. К 2010 году остров стал представлять собой две отдельные скалы, остатки вертолётной площадки полностью исчезли.

## В культуре
- «Кольбейнсей» — стихотворение исландского поэта Йоунаса Хадльгримссона, написанное им в 1844 году на основе имевшихся на тот момент рассказов о путешествиях к острову[7].
- «Кольбейнсей» — роман исландского писателя Бергсвейдна Биргиссона[норв.] 2021 года[22].

### Книги
- de Löwenörn, P.. Tredie hefte af beskrivelsen over den iislandske kyst og de derværende havne (датск.). — Kjöbenhavn, 1821.
- Olafsen, E., Povelsen, B.. Reise igiennem Island. Anden Deel (датск.). — Sorøe, 1772.
- Olavius, O. Oeconomisk Reise igiennem de nordvestlige, nordlige, og nordostlige Kanter af Island (датск.). — Kiobenhavn, 1780.

### Статьи
- Eggertsson, J. M.. Kolbeinsey (исланд.) // Eimreiðin. — 1933. — Bd. 39, h. 3. — S. 293—308. — ISSN 1670-3502.
- Hjartarson, Á.. Ferð Hvanndalabræðra til Kolbeinseyjar (исланд.) // Náttúrufræðingurinn. — 2005. — Nr. 73 (1—2). — S. 31—37. — ISSN 0028-0550.
- Jacobsen, T., Stone, I. R.. Kolbeinsey: Iceland's Arctic island (англ.) // Polar Record. — 2006. — Vol. 42. — P. 167—169. — doi:10.1017/S0032247406215298.
- Jia, B. B.. A Preliminary Study of the Problem of the Isle of Kolbeinsey (англ.) // Nordic Journal of International Law. — Brill | Nijhoff, 1997. — Vol. 66, iss. 2—3. — P. 301—318. — ISSN 0902-7351. — doi:10.1163/15718109720295292.
- Sigurdsson, H., Brown, G. M.. An Unusual Enstatite-Forsterite Basalt from Kolbeinsey Island, North of Iceland (англ.) // Journal of Petrology. — 1970. — June (vol. 11, iss. 2). — P. 205—220. — doi:10.1093/petrology/11.2.205.
- Sæmundsson, K., Hjartarson, Á.. Geology and erosion of Kolbeinsey north of Iceland (англ.) // Proceedings of the Hornafjörlur International Costal Symposium. — Reykjavík, 1994. — P. 443—451. Архивировано 15 ноября 2006 года.
- Sæmundsson, K., Sigurðarson, S.. Kolbeinsey (исланд.) // Ægir. — 1987. — Nr. 1. — S. 2—12. — ISSN 0001-9038.